# 玉野ゴルフ倶楽部
玉野ゴルフ倶楽部（たまのごるふくらぶ）は、岡山県玉野市にあるゴルフ場。

## 住所
- 〒706-0011　岡山県玉野市宇野6丁目1番1号

## アクセス

### 電車の場合
- 利用路線	西日本旅客鉄道（JR西日本）宇野線（宇野みなと線）宇野駅下車
  - クラブバス	なし
  - タクシー	宇野駅から約7分 約900円

### 自動車の場合
最寄りのインターチェンジ 瀬戸中央自動車道 児島IC 21km 
児島ICから国道430号を玉野方面へ進み、トンネルを抜け約200m先に丁字路がある。そこを右折し、直進する。岡山市からは国道30号を玉野市に進み、ループ橋を降りて右折し、次の信号から約200m先に丁字路がある。そこを左折し、直進する。

## 周辺
- 湖畔の宿 玉仙（旅館）